# Реджинальд Арвізу
Реджінальд «Філді» Арвізу (англ. Reginald Quincy "Fieldy" Arvizu; нар. 2 листопада, 1969) — бас-гітарист групи Korn.
До Korn Філді грав у групі LAPD, створеної разом з Річардом Моррель (ще одним уродженцем Бейкерсфілда, не пов'язаним з Korn), Джеймсом Шаффером і Девідом Сільвер. Двоє останніх (разом з Філді) згодом стали співзасновниками Korn . Спочатку абревіатура LAPD розшифровувалось як «Любов і Мир, Чувак». Алюзії посилювала відома аналогія з поліцейським департаментом Лос — Анджелеса.
Прізвисько " Філді " було утворено від " Гарфілд ", заснованого на персонажі коміксів, з таким же ім'ям. Якщо точніше, решта музикантів групи називали Реджінальда " Суслик " за великого розміру його щік . Потім прізвисько трансформувалося в " Garf ", а ще пізніше — " Гарфілд ". Його повне прізвисько " Філді Снатс ", яке також на слух можна сприйняти як " Feel these nuts " (Помацай ці «шари») або " Fieldy's nuts " ("" Кулі " Філді ", також можна перекласти як " Божевільний Філді "). Таку ж назву носить звукозаписний лейбл Філді .
Арвізу воліє 5-струнні бас-гітари Ibanez, часто використовуючи слеп для виділення бас-гітари в міксі. Його звучання більше схоже на барабан або перкусію, ніж традиційну бас- гітару. "Я ударник . Ударник на басу " — говорить про себе Реджинальд . Велика частина його басових партій написана під впливом хіп-хопу. Також Філді відповідає за дизайн і поширення мерчандайзом (атрибутики) Korn, будучи автором більшості ескізів .
Коли Korn виступали в Джексонвіллі, Флорида, Фред Дерст, який у той час працював татуювальників, познайомився з Філді і гітаристом Хедом . Нові знайомі домовилися зустрітися наступного разу, коли Korn будуть в місті. Таким чином, Дерст показав їм демозапис Limp Bizkit, яку Філді і Хед передали своєму продюсеру Россу Робінсону. Останнього ж настільки вразило звучання групи, що він погодився продюсувати перший альбом Limp Bizkit , Three Dollar Bill, Yall $  .
21 червня 2021 року Філді оголосив, що не буде супроводжувати групу Корн у їхньому наступному турі. У своєму дописі до фанів у Facebook він заявив: "Усім шанувальникам Korn у всьому світі. Останні 6 років я мене були особисті проблемами, які часом викликають у мене провали в деякі з моїх шкідливих звичок, і викликали певну напругу з людьми, що мене оточують. Мені було запропоновано взяти перерву на деякий час, щоб відновитися. Я поважаю це прохання, і скористаюся ним. На жаль, ви не побачите мене на сцені з моєю групою. Я буду працювати над тим, щоб вивести шкідливі звички з моєї системи. Тим часом я буду продовжувати займатися творчістю, щоб підтримувати свій розум і душу.

## Діяльність за межами Korn
Крім Korn, у Філді є реп-проєкт під назвою Fieldy's Dreams. Він уже випустив один альбом ,  Rock'n Roll Gangster  . Другий альбом запланований на віддалене майбутнє, так як в даний час музикант сконцентрований на Korn .
Філді був обраний басистом року в 2005 за версією англійського журналу Metal Hammer . В даний час Філді працює з незалежним реп- виконавцем Q Unique, Sevendust і Dark New Day, а також з гітаристом Клінтом Ловер в сайд-проєкті під назвою " Capital Q ". Пісню " Killing Myself To Live " можна почути на їх сторінці в MySpace . Дата виходу самого альбому досі не названа.

## Приватне життя
Філді одружився з Діною Бебер 16 травня 2006 . Це його другий шлюб. У Філді дві дочки від першого шлюбу з Шилою Арвізу — Сирена і Олівія Арвізу . У цьому році у Реджінальда і Діни народився син, який отримав ім'я Ізраель .
Після смерті свого батька, Філді припинив вживати алкоголь і наркотики, ставши християнином.
Також Реджинальд випустив книгу " Got the Life: My Journey of Addiction, Faith, Recovery and Korn ". У своїх мемуарах басист описує перші роки групи, коли він був алкоголіком і наркоманом, і розповідає про те, як йому вдалося повернутися до нормального життя. Поряд зі спогадами, зі сторінок своєї автобіографії Філді вибачається за свої колишні витівки перед кожним з колег по Korn . За словами басиста, він уже відправив по примірнику мемуарів Джонатану Девісу і гітаристу Джеймсу Шаффер . У книзі Філді зізнається, що привести в порядок своє життя йому допомогла релігія . Тим не менш, музикант вирішив не йти з Korn, як вчинив гітарист Брайан Уелч . За словами музиканта, його колеги по групі з розумінням поставилися до змін у його житті. "Я не маю права його засуджувати , — я вважаю, що якщо людям потрібно християнство, то хто я такий, щоб переконувати їх у протилежному? Я не дуже поділяю картину християнства в цілому, але якщо віра в Христа допомагає Реджі і робить його більш щасливою людиною, значить це потужна річ " — заявив в одному з інтерв'ю вокаліст Джонатан Девіс.
10 травня 2011 року вийшов дебютний альбом сольного проєкту Філді Stillwell під назвою " Dirtbag ".

## Додаткові факти
- Батько Філді був музикантом, тому частенько брав сина з собою на концерти.
- Свою першу бас-гітару Філді отримав у подарунок від батька, коли йому було 5 років.
- За словами Філді, його першою роботою було поширення конопель.
- У Філді мексиканські та італійське коріння.
- Філді ходив у ту ж саму школу, що Бівіс і Баттхед (" Highland high ").
- У колекції Філді близько двадцяти бас-гітар.
- Улюблене пиво — Corona.
- Зріст Філді — 171 см.
- Філді лівша, але грає на праворукій бас-гітарі.
- Філді є самим татуйованим музикантом в групі